# Gütenbach (vattendrag)
Gütenbach är ett vattendrag i Österrike.   Det ligger i  förbundslandet Wien, i den östra delen av landet, 12 km sydväst om huvudstaden Wien.
I omgivningarna runt Gütenbach växer i huvudsak blandskog. Runt Gütenbach är det tätbefolkat, med 383 invånare per kvadratkilometer.